# Połazie Świętochowskie
Połazie Świętochowskie – wieś w Polsce położona w województwie mazowieckim, w powiecie węgrowskim, w gminie Korytnica. Ma status sołectwa.
| SIMC    | Nazwa      | Rodzaj  |
| ------- | ---------- | ------- |
| 0675689 | Kwaśnianka | kolonia |

W latach 1975–1998 miejscowość administracyjnie należała do województwa siedleckiego.
Wierni Kościoła rzymskokatolickiego należą do parafii św. Jana Chrzciciela w Pniewniku.